# Třída Westerwald (typ 760)
Třída Westerwald (typ 760) byla třída muničních lodí německého námořnictva. Celkem byly postaveny dvě jednotky této třídy.

## Stavba
Celkem byly postaveny dvě jednotky této třídy, které byly přijaty do služby v letech 1965-1967.
Jednotky třídy Westerwald:
| Jméno              | Spuštěna | Vstup do služby | Status   |
| ------------------ | -------- | --------------- | -------- |
| Westerwald (A1435) |          |                 | vyřazena |
| Ödenwald (A1436)   |          |                 | vyřazena |

## Konstrukce
Obrannou výzbroj tvořily dva 20mm kanóny. Pohonný systém tvořily dva diesely. Nejvyšší rychlost dosahovala 17 uzlů.